# 대한민국 제13대 대통령 선거 민중대표대통령후보전국추대위원회 후보 선출
대한민국 제13대 대통령 선거 민중 후보 운동은 1987년 대통령 선거를 위해 앞두고 일부 재야 단체들이 독자적으로 대통령 후보를 내기 위해 전개한 운동이었다. 제정구, 백기완 등이 물망에 오른 결과 백기완 민주통일민중운동연합 부의장이 민중 후보로 추대되었다.

## 과정
13대 대선을 앞두고 독자 정치 세력을 구성치 못하고 있던 재야 진보 단체들은 일단은 군사 정권 종식을 위해 김대중 평화민주당 후보나 김영삼 통일민주당 후보를 지지하자는 쪽과 진보 진영의 독자 대선 후보를 내야 한다는 쪽으로 갈려있었다.
그 중에서도 민중대표대통령후보전국추대위원회는 원래 독자 후보 추대론을 주장하던 세력이 아니라 제헌의회파 단체들에서 주도하고 있었는데, 이들은 보수 야당 후보 지지를 거부하고 백기완 민통련 부의장을 후보로 추대할 것을 결정하였다.
1987년 11월 15일, 민중대표대통령후보추대위원회는 결성 대회를 갖고 백기완 부의장을 후보로 추대했으나, 이미 민통련의 공식 입장과 마찬가지로 김대중 평화민주당 후보를 지지하고 있던 백기완 부의장은 고문 후유증으로 인한 건강 문제, 조직 및 자금 문제 등을 들어 수락을 거부하였다.
그러나 백기완 부의장은 11월 21일 추대위에서 개최한 후보 수락 촉구 대회에서 출마 수락을 선언했으며, 국민들의 성금으로 공탁금을 마련하고 23일 대선 후보에 등록했다.
그러나 백기완 후보는 1987년 12월 14일 양김 후보 단일화 실패에 대한 책임을 진다며 후보 사퇴를 선언하였다.

## 같이 보기
- 대한민국 제13대 대통령 선거